# Énencourt-le-Sec
Énencourt-le-Sec est une ancienne commune française située dans le département de l'Oise, en région Hauts-de-France.
Elle a fusionné le 1er janvier 2019 avec Boissy-le-Bois et Hardivillers-en-Vexin pour former la commune nouvelle de La Corne en Vexin, dont elle devient une commune déléguée.

## Toponymie
Le nom est attesté sous la forme Ernencuria vers 1160 et Hernencourt en 1178, puis Ernencuria sicca en 1237.
Comme pour le village proche Énencourt-Léage, il s'agit d'un nom d'homme germanique Herinand ou Ern, et du latin cōrtem « domaine » (dérivé de cohors). L'appellation médiévale signifiait donc « le domaine d'Hérinand » (ou « le domaine d'Ern »),. Ern, variante d'Arin, se rattache au vieux haut allemand aro et au gotique ara « aigle ».
Énencourt-Léage : L'eage (du latin aquaticum « aquatique ») devenu Léage c'est-à-dire « l'aquatique », « l'humide », le village étant situé dans la vallée de l'Aunette, par opposition à Énencourt-le-Sec, situé sur le plateau à l'est de cette vallée.

## Histoire
L'ancien manoir seigneurial, du XVe siècle, appartenait au Chevalier Eustache de Conflans. La seigneurie passa au XVIIIe siècle aux princes de Conti qui la revendirent en 1782.
Énencourt-le-Sec a décidé de fusionner avec  Boissy-le-Bois, et Hardivillers-en-Vexin pour former la commune nouvelle de La Corne en Vexin, ce qui a été fait par un arrêté préfectoral qui a pris effet le  1er janvier 2019, avec Énencourt-le-Sec pour chef-lieu.

## Politique et administration
La commune d'Enancourt le Sec est rattachée sur le plan administratif et électoral à l'arrondissement de Beauvais du département de l'Oise. Pour l'élection des députés, elle fait partie depuis 1988 de la deuxième circonscription de l'Oise.
La commune faisait partie depuis 1793 du canton de Chaumont-en-Vexin. Dans le cadre du redécoupage cantonal de 2014 en France, elle reste intégrée à ce canton (qui passe de 37 à 73 communes) jusqu'à la fusion de 2019.

### Intercommunalité
Enencourt Le Sec faisait partie de la communauté de communes du Vexin Thelle jusqu'à sa fusion de 2019.

### Liste des maires
| Période                                  | Période       | Identité           | Étiquette | Qualité                                                                |
| ---------------------------------------- | ------------- | ------------------ | --------- | ---------------------------------------------------------------------- |
| Les données manquantes sont à compléter. |               |                    |           |                                                                        |
| avant 1981                               | ?             | Edmont Barreau     |           |                                                                        |
| mars 2001                                | décembre 2018 | Christophe Barreau |           | Exploitant agricole Vice-président de la CC Vexin-Thelle (2018 → 2018) |

| Période      | Période  | Identité           | Étiquette | Qualité                                                            |
| ------------ | -------- | ------------------ | --------- | ------------------------------------------------------------------ |
| janvier 2019 | En cours | Christophe Barreau |           | Exploitant agricole Vice-président de la CC Vexin-Thelle (2018 → ) |

## Population et société

### Démographie
Évolution démographique
L'évolution du nombre d'habitants est connue à travers les recensements de la population effectués dans la commune depuis 1793. Pour les communes de moins de 10 000 habitants, une enquête de recensement portant sur toute la population est réalisée tous les cinq ans, les populations de référence des années intermédiaires étant quant à elles estimées par interpolation ou extrapolation. Pour la commune, le premier recensement exhaustif entrant dans le cadre du nouveau dispositif a été réalisé en 2005.

En 2016, la commune comptait 191 habitants, en évolution de −5,45 % par rapport à 2010 (Oise : +0,87 %, France hors Mayotte : +2,11 %).
| 1793 | 1800 | 1806 | 1821 | 1831 | 1836 | 1841 | 1846 | 1851 |
| ---- | ---- | ---- | ---- | ---- | ---- | ---- | ---- | ---- |
| 120  | 133  | 149  | 144  | 279  | 138  | 135  | 142  | 145  |

| 1856 | 1861 | 1866 | 1872 | 1876 | 1881 | 1886 | 1891 | 1896 |
| ---- | ---- | ---- | ---- | ---- | ---- | ---- | ---- | ---- |
| 144  | 137  | 146  | 125  | 131  | 144  | 141  | 156  | 160  |

| 1901 | 1906 | 1911 | 1921 | 1926 | 1931 | 1936 | 1946 | 1954 |
| ---- | ---- | ---- | ---- | ---- | ---- | ---- | ---- | ---- |
| 131  | 142  | 140  | 133  | 124  | 115  | 145  | 135  | 135  |

| 1962 | 1968 | 1975 | 1982 | 1990 | 1999 | 2005 | 2006 | 2010 |
| ---- | ---- | ---- | ---- | ---- | ---- | ---- | ---- | ---- |
| 131  | 112  | 114  | 134  | 146  | 169  | 195  | 200  | 202  |

| 2015 | 2016 | - | - | - | - | - | - | - |
| ---- | ---- | - | - | - | - | - | - | - |
| 194  | 191  | - | - | - | - | - | - | - |

Pyramide des âges en 2007
La population de la commune est relativement jeune. Le taux de personnes d'un âge supérieur à 60 ans (17,9 %) est en effet supérieur au taux national (21,6 %) tout en étant toutefois inférieur au taux départemental (17,5 %).
À l'instar des répartitions nationale et départementale, la population féminine de la commune est supérieure à la population masculine. Le taux (50,8 %) est du même ordre de grandeur que le taux national (51,6 %).
La répartition de la population de la commune par tranches d'âge est, en 2007, la suivante :
- 49,2 % d’hommes (0 à 14 ans = 20,8 %, 15 à 29 ans = 15,6 %, 30 à 44 ans = 27,1 %, 45 à 59 ans = 18,8 %, plus de 60 ans = 17,7 %) ;
- 50,8 % de femmes (0 à 14 ans = 22,2 %, 15 à 29 ans = 11,1 %, 30 à 44 ans = 26,2 %, 45 à 59 ans = 22,2 %, plus de 60 ans = 18,2 %).

| Hommes | Classe d’âge | Femmes |
| ------ | ------------ | ------ |
| 0,0    | 90 ans ou +  | 1,0    |
| 1,0    | 75 à 89 ans  | 2,0    |
| 16,7   | 60 à 74 ans  | 15,2   |
| 18,8   | 45 à 59 ans  | 22,2   |
| 27,1   | 30 à 44 ans  | 26,2   |
| 15,6   | 15 à 29 ans  | 11,1   |
| 20,8   | 0 à 14 ans   | 22,2   |

| Hommes | Classe d’âge | Femmes |
| ------ | ------------ | ------ |
| 0,2    | 90 ans ou +  | 0,8    |
| 4,5    | 75 à 89 ans  | 7,1    |
| 11,0   | 60 à 74 ans  | 11,5   |
| 21,1   | 45 à 59 ans  | 20,7   |
| 22,0   | 30 à 44 ans  | 21,6   |
| 20,0   | 15 à 29 ans  | 18,5   |
| 21,3   | 0 à 14 ans   | 19,9   |

### Enseignement
Les enfants du village sont scolarisés, en 2016, par un regroupement pédagogique intercommunal (RPI) qui regroupe Bachivillers — qui héberge la cantine ainsi que le service périscolaire, et accueille les deux tiers des 138 élèves concernés — Boissy-le-Bois, Enencourt-le-Sec, Hardivillers-en-Vexin et Thibivillers.

## Économie
La brasserie Duchmann, implantée dans le hameau d’Hadancourt-le-Haut-Clocher a vu sa bière blonde « Immortelle » qualifiée de « meilleure bière de France » par les World Beer Awards de 2018, une compétition internationale primant chaque année des breuvages d’exception.

## Culture locale et patrimoine

### Lieux et monuments

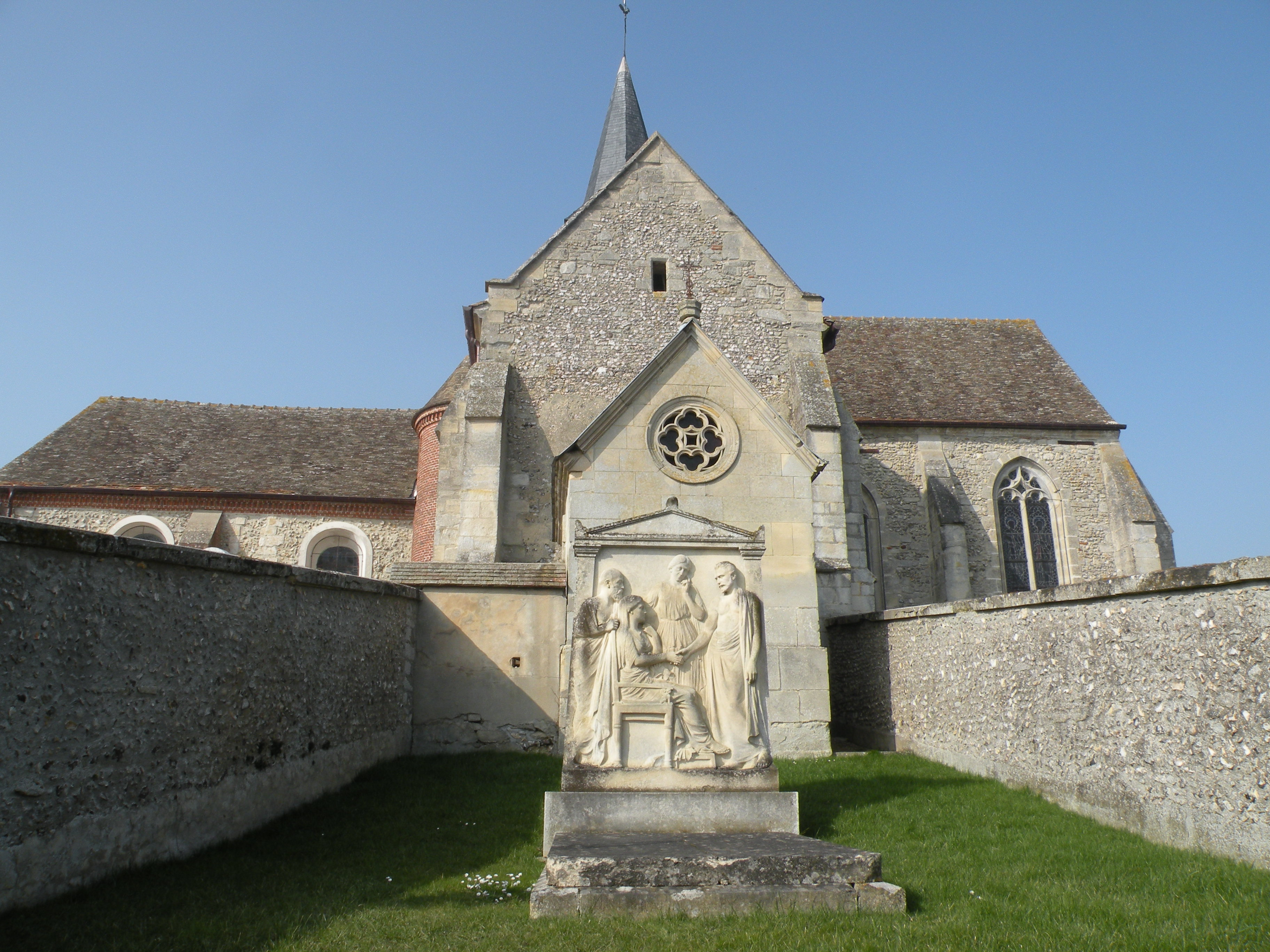
L'église.

- Église Saint Jean-Baptiste, datant en partie du XIIe siècle et remaniée aux siècles suivants[12].
- Calvaire du XIVe siècle[13]
- Manoir du XV, près de l'église, avec un pigeonnier du XVIII[13]
- Chapelle de la Roncière[13].

### Personnalités liées à la commune
- Pierre-Constant Budin, né en 1846 à Énencourt-le-Sec, pédiatre obstétricien.

### Héraldique
| Armes d’Énencourt-le-Sec | Les armes d'Énencourt-le-Sec se blasonnent ainsi : d'or à huit merlettes de sable posées en orle. |